# 음악 프로듀서

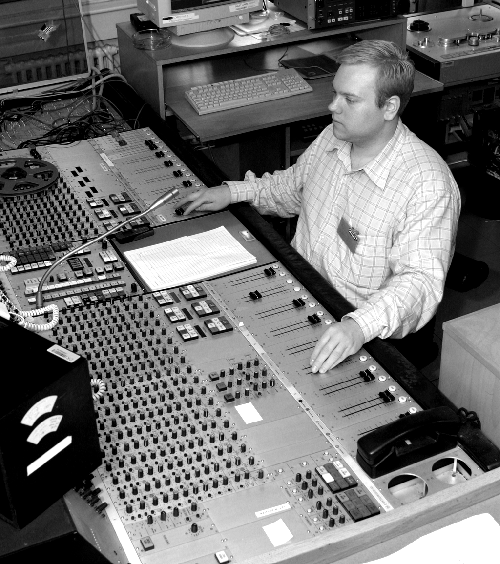
음악 프로듀서

음반 프로듀서(record producer), 트랙 프로듀서(track producer), 음악 프로듀서(music producer)는 밴드 혹은 공연자의 음악 제작 과정을 감시하는 직업이다. 앞서 언급된 음악의 범주는 하나의 곡에서 콘셉트 음반에 이르는 길이까지 포함한다. 녹음 과정에서 프로듀서는 많은 역할을 수행한다, 그 역할은 프로듀서 나름이다. 프로젝트를 위해 악상을 수렴하거나, 커버곡 또는 자작곡을 선별하거나, 노래의 작사, 작곡, 편곡을 돕기도 한다.
프로듀서는 이러한 일을 하기도 한다.
- 반주 파트 또는 솔로 파트를 연주할 세션 연주자 선정.
- 공동 작곡.[3]
- 스튜디오 내의 음악가 관리.

## 같이 보기
- 음악가
- 오디오 엔지니어(audio engineer)